# Mor Yuhanon kerk (Hengelo)
De Mor Yuhanonkerk, ook wel St. Johannes de Apostelkerk, genoemd is een Syrisch-orthodox kerkgebouw aan de Helmersstraat 1 in Hengelo, Nederland. De kerk werd in 1977 opgericht als de eerste Syrisch-orthodoxe kerk in Europa en markeert daarmee een historisch moment in de vestiging van de Aramese gemeenschap in Nederland.

## Geschiedenis
In de tweede helft van de jaren zeventig vestigden zich zo'n 100 tot 150 Syrisch-orthodoxe gezinnen uit het zuidoosten van Turkije in Twente, voornamelijk om te werken in de metaal- en textielindustrie. Naarmate de gemeenschap groeide, werd in 1977 een pand aan de Helmersstraat aangekocht en verbouwd tot kerk: de St. Johannes de Apostelkerk. Samen met wijlen bisschop Mor Julius Jeshu Cicek zette de initiatiefnemer de kerk officieel op naam bij de notaris. Deze kerk werd daarmee het eerste Syrisch-orthodoxe kerkgebouw in Nederland.
De kerk werd de zetel van de eerste Syrisch-orthodoxe bisschop in Europa. In 1981 werd tevens het klooster Mor Ephrem in het nabijgelegen Glane aangekocht, dat nog altijd fungeert als belangrijk religieus centrum voor Syrisch-orthodoxen in Europa.
Vanaf de jaren negentig groeide de gemeenschap aanzienlijk door emigratie, niet alleen uit Tur Abdin, maar ook uit Syrië, Irak en Libanon. Dit leidde tot de bouw van een tweede kerkgebouw: de Moeder Gods Mariakerk, die op 23 juni 1996 officieel werd ingewijd. Ongeveer 700 gezinnen, waaronder priester Kaya, verhuisden naar dit nieuwe gebouw.

## Heilige St. Johannes
De kerk is gewijd aan de apostel Johannes (Mor Yuhanon), die volgens de traditie van de Syrisch-orthodoxe Kerk een van de twaalf apostelen van Jezus Christus was. Johannes was de jongste van de apostelen en wordt in het Evangelie van Johannes ook "de geliefde discipel" genoemd. Hij schreef onder meer de Openbaring op het eiland Patmos en wordt gezien als auteur van vijf boeken van het Nieuwe Testament.
Zijn leerling Polycarpus van Smyrna speelde een belangrijke rol in de vroege kerkgeschiedenis. De huidige bisschop van Nederland, Mor Polycarpus Augin Aydin, is naar hem vernoemd.
De herdenkingsdag (Duchrono) van de apostel Johannes binnen de traditie van het Syrisch christendom is op 27 december.

## Huidige situatie
De kerkelijke gemeenschap van de St. Johannes de Apostelkerk staat onder leiding van Abuna Samuel Doğan, afkomstig uit het dorp Hah in de regio Tur Abdin, Zuidoost-Turkije. In augustus 2007 telde de gemeenschap ongeveer 90 tot 100 gezinnen, met in totaal zo’n 360 tot 400 leden.